# Fliunt
Fliunt (gr. Φλειοῦς Phleioús lub Φλιοῦς Phlioús, łac. Phlius) – niezależne polis w północno-wschodniej części Peloponezu, graniczące od północy z Sykionem, od zachodu z Arkadią, od wschodu z Kleonai i od południa z Argolidą. 

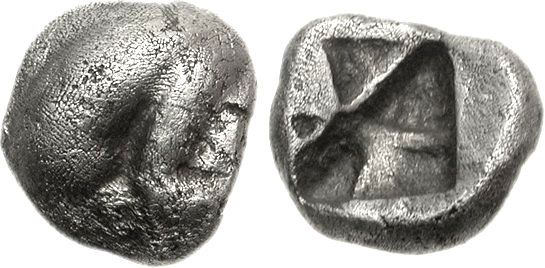
Srebrny obol Fliuntu z godłem zgiętej nogi na awersie monety (kon. VI – pocz. V w. p.n.e.)

Jego terytorium zwane Fliazją (Φλιασία), stanowiła niewielka dolina położona ok. 270 m n.p.m., otoczona przez góry, z których strumienie ze wszystkich stron spływały do rzeki Asopos. W starożytności miejsce to ceniono ze względu na jakość produkowanych tam win.  
Był ojczyzną hellenistycznego filozofa Tymona z Fliuntu.
Fliunt podbity został przez Dorów z Sykionu. Podobnie jak inne doryckie poleis, rządzony był przez arystokrację. Na bitwę pod Termopilami wysłał 300 hoplitów, a 1000 na bitwę pod Platejami. W trakcie całej wojny peloponeskiej był sojusznikiem Sparty. Mimo wewnętrznych zaburzeń pozostał jej wierny również podczas wojny korynckiej i wojny beockiej, w których doznał znacznych strat. Po śmierci Aleksandra Macedońskiego Fliunt dostał się pod władzę tyranów, jednak po utworzeniu Związku Achajskiego tyran Kleonymos dobrowolnie zrzekł się władzy i polis przystąpiło do Związku.
Dalsze skąpe wiadomości o mieście pochodzą z czasów hellenistycznych, Pauzaniasz potwierdza jednak m.in. udział Fliuntu  w wojnie lamijskiej, a Polibiusz –  przejściowy sojusz z Kleomenesem III. Ten sam historyk poświadcza także stan rozkwitu miasta w okresie rzymskim, czego dowodzą też odnalezione ówczesne inskrypcje oraz fakt ponownego emitowania w okresie seweriańskim własnej monety rozmiennej. 
Na miejscowym akropolu mieściła się świątynia Hebe albo Ganimedesa ze świętym gajem cyprysowym, będącym miejscem azylu, jak również świątynia Demeter. Poza tym w mieście znajdował się teatr, świątynia Asklepiosa oraz druga świątynia Demeter. Zlokalizowane w pobliżu współczesnej Nemei.